# Epeiroides bahiensis
Genre
Espèce
Epeiroides bahiensis, unique représentant du genre Epeiroides, est une espèce d'araignées aranéomorphes de la famille des Araneidae.

## Distribution
Cette espèce se rencontre au Brésil, au Guyana, en Guyane, au Venezuela, au Pérou, en Équateur, en Colombie et au Costa Rica,,.

## Description
Le mâle décrit par Levi en 1989 mesure 4,4 mm et les femelles de 5,2 à 8,7 mm.

## Étymologie
Son nom d'espèce, composé de bahi[a] et du suffixe latin -ensis, « qui vit dans, qui habite », lui a été donné en référence au lieu de sa découverte, Bahia.

## Publication originale
- Keyserling, 1885 : Neue Spinnen aus America. VI. Verhandlungen der kaiserlich-königlichen zoologisch-botanischen Gesellschaft in Wien, vol. 34, p. 489-534 (texte intégral).